# غريغوري غوتييه
غريغوري غوتييه (مواليد 23 ديسمبر 1982 في إبينال، فرنسا) هو لاعب اسكواش فرنسي محترف. فاز بعدة بطولات أبرزها بطولة العالم المفتوحة للاسكواش عام 2015، بطولة بريطانيا المفتوحة ثلاث مرات (2007، 2014، 2017)، قطر كلاسيك سنة 2011، و بطولة أمريكا المفتوحة مرتين (2006 - 2013)، بطولة الأبطال عام 2009، ونهائيات سلسلة كأس العالم للاسكواش ثلاث مرات (2008، 2009، 2016). بلغ غوتييه نهائي بطولة العالم المفتوحة في سنوات (2006 و2007 و2011 و2013) بالإضافة إلى تصنيفه في المرتبة الأولى عالميا عام 2009.

## روابط خارجية
- غريغوري غوتييه على موقع الاتحاد الدولي لمحترفي الاسكواش (مؤرشف) (الإنجليزية)
- غريغوري غوتييه على موقع SquashInfo.com (الإنجليزية)
- غريغوري غوتييه على موقع الجمعية الدولية للألعاب العالمية (الإنجليزية)